# 텔레비전 수상기

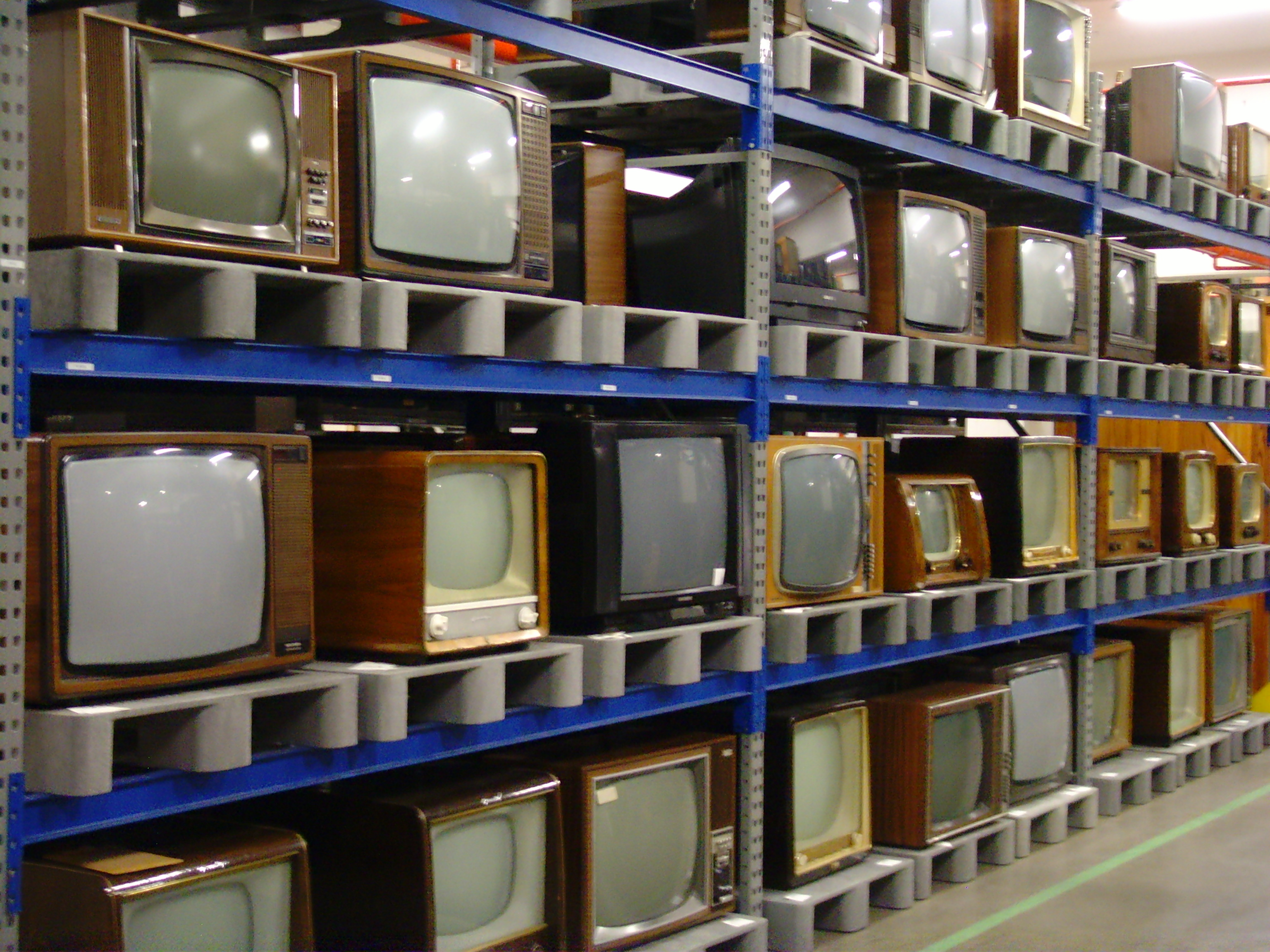
다양한 텔레비전 수상기

텔레비전 수상기 또는 텔레비전 수신기는 텔레비전 방송을 시청하고 들을 수 있는 전자기기이다. 튜너, 디스플레이, 스피커가 결합되어 있다. 1920년대 후반 기계식 형태로 등장한 텔레비전 수상기는 제2차 세계 대전 이후 브라운관 (CRT) 기술을 사용하는 전자식 형태로 인기 있는 소비재가 되었다. 1953년 이후 방송 텔레비전에 컬러가 추가되면서 1960년대에 텔레비전 수상기의 인기가 더욱 높아졌고, 실외 안테나는 교외 주택의 흔한 특징이 되었다. 널리 보급된 텔레비전 수상기는 1970년대에 베타맥스, VHS와 같은 소비자용 최초의 녹화 미디어의 디스플레이 장치가 되었으며, 이들은 나중에 DVD로 대체되었다. 1980년대에는 가정용 컴퓨터 (예: 타이멕스 싱클레어 1000) 및 전용 비디오 게임 콘솔 (예: 아타리)의 1세대부터 디스플레이 장치로 사용되었다. 2010년대 초반에는 액정 디스플레이 (LCD) 기술, 특히 LED-백라이트 LCD 디스플레이 기술을 통합한 평판 디스플레이 텔레비전이 CRT 및 다른 디스플레이 기술을 크게 대체했다. 최신 평판 TV는 일반적으로 고화질 디스플레이(720p, 1080i, 1080p, 4K, 8K)가 가능하며, USB 장치 또는 인터넷 스트리밍 서비스와 같은 여러 소스에서 콘텐츠를 재생할 수 있다.

## 역사

### 초기 텔레비전

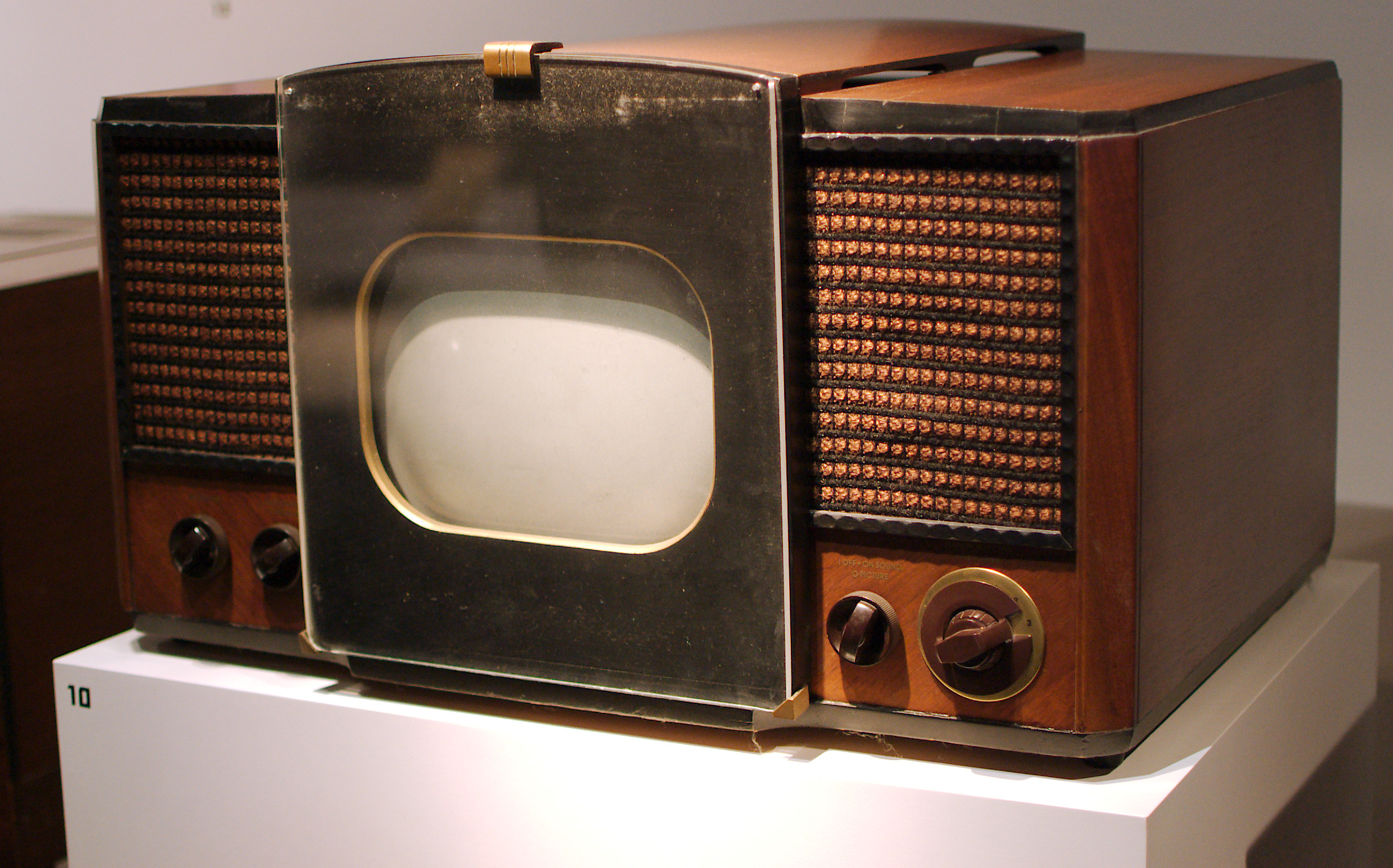
1946–1947년에 판매된 최초의 대량 생산 전자 텔레비전 수상기인 RCA 630-TS

기계식 텔레비전은 1928년부터 1934년까지 영국, 프랑스, 미국, 그리고 소련에서 상업적으로 판매되었다. 최초의 상업적으로 제작된 텔레비전은 기계적으로 회전하는 구멍 나선형 디스크 뒤에 네온관이 있는 텔레비전 장치를 추가한 라디오였으며, 이 장치는 빨간색 우표 크기 이미지를 생성하고 돋보기로 두 배 크기로 확대했다. 영국에서 1930년에서 1933년 사이에 판매된 베어드 "텔레비서(Televisor)"는 약 천 대가 팔린 최초의 대량 생산 텔레비전으로 간주된다.
카를 페르디난트 브라운은 1897년에 브라운관을 디스플레이 장치로 사용하는 것을 처음 구상했다. "브라운관"은 20세기 TV의 기반이 되었다. 1926년, 다카야나기 겐지로는 일본 하마마츠 공업고등학교에서 브라운관 (CRT) 디스플레이를 사용한 최초의 TV 시스템을 시연했다. 이는 완전 전자식 텔레비전 수신기의 첫 번째 작동 예시였다. 그의 생산 모델 제작 연구는 일본이 제2차 세계 대전에서 패배한 후 미국에 의해 중단되었다.
브라운관을 장착한 최초의 상업용 전자 텔레비전은 1934년 독일 텔레풍켄에서 제조되었으며, 이어서 프랑스(1936년), 영국(1936년), 미국(1938년)에서도 다른 제조업체들이 생산했다. 12-인치 (30 cm) 화면의 가장 저렴한 모델은 445달러(1938년 기준 445달러)였다. 제2차 세계 대전 이전에 영국에서는 약 19,000대의 전자 텔레비전이 제조되었고, 독일에서는 약 1,600대가 제조되었다. 미국에서는 전시 생산 위원회가 1942년 4월에 제조를 중단하고 1945년 8월에 생산을 재개하기 전까지 약 7,000~8,000대의 전자 텔레비전이 제작되었다. 제조 동결 해제, 전쟁 관련 기술 발전, 대량 생산으로 인한 텔레비전 가격 하락, 여가 시간 증가, 가처분 소득 증가로 인해 서구 세계에서 텔레비전 사용이 제2차 세계 대전 이후 급증했다. 1946년에는 미국 가구의 0.5%만이 텔레비전을 보유했지만, 1954년에는 55.7%, 1962년에는 90%가 텔레비전을 보유했다. 영국에서는 1947년에 15,000가구가 텔레비전을 보유했지만, 1952년에는 140만 가구, 1968년에는 1510만 가구가 텔레비전을 보유했다.

### 트랜지스터 텔레비전
초기 전자 텔레비전 수상기는 진공관으로 만들어진 아날로그 회로를 사용하여 크고 부피가 컸다. 예를 들어, RCA CT-100 컬러 텔레비전 수상기는 36개의 진공관을 사용했다. 벨 연구소에서 최초로 작동하는 트랜지스터가 발명된 후, 소니그룹 설립자 이부카 마사루는 1952년에 트랜지스터로 만들어진 전자 회로로의 전환이 더 작고 휴대하기 쉬운 텔레비전 수상기로 이어질 것이라고 예측했다. 최초의 완전 트랜지스터화된 휴대용 고체 텔레비전 수상기는 1959년에 개발되어 1960년에 출시된 8-인치 (20 cm) 소니 TV8-301이었다. 1970년대에는 텔레비전 제조업체들이 소형화를 위한 이러한 움직임을 활용하여 영업사원들이 쉽게 운반할 수 있는 작은 콘솔 스타일의 수상기를 만들어 시골 지역으로 텔레비전 수상기 수요를 확대했다. 그러나 최초의 완전 트랜지스터화된 컬러 TV 수상기인 HMV 컬러마스터 모델 2700은 1967년 영국 라디오 코퍼레이션에서 출시되었다. 이는 텔레비전 시청이 공동 시청 경험에서 개인 시청 경험으로 변화하는 시작이었다. 1960년까지 소니는 전 세계적으로 4백만 대 이상의 휴대용 텔레비전 수상기를 판매했다.
1960년대 후반과 1970년대 초반에는 컬러 텔레비전이 널리 사용되기 시작했다. 영국에서는 1969년까지 BBC1, BBC2 및 ITV가 정기적으로 컬러 방송을 했다.
최신 CRT TV는 많은 트랜지스터의 기능을 수행하는 정글 칩과 같은 고집적 전자 장치를 사용했다. 이러한 변화는 1980년대에 시작되었다.
1980년대에 VCR 형태의 비디오가 등장하면서 일부 TV에는 컴포지트 비디오 입력을 위한 RCA 잭 입력 단자가 포함되기 시작했다. 이들은 당시 일반적으로 고성능 TV였고, 소니 프로필 라인이 대표적인 예시이며, 내장 TV 튜너가 반드시 없는 비디오 모니터라고 불렸고, 처음으로 최소 2개의 비디오 입력 단자를 가질 수 있었다. 화면 디스플레이는 이 시기쯤 도입되기 시작했다. 이론적으로는 전용 컴포지트 입력이 VCR 및 컴퓨터와 같은 장치를 연결할 때 안테나 입력에 연결된 RF 변조기의 필요성을 없애 화질을 향상시켰지만, 더 높은 화질을 보장하지는 않았다. 텔레비전은 더 이상 방송 텔레비전 전용으로만 사용되지 않았고, CRT관이 나무 상자에 장착되던 캐비닛 (상자형, 가구형) 구조에서 벗어나 CRT관을 밀착시켜 감싸는 플라스틱 구조가 보편화되기 시작했다. RF 변조기는 VCR이나 비디오 게임 콘솔과 같은 비디오 소스를 채널 3이나 4와 같은 TV 채널로 변조하여 TV에 연결하는 데 사용되었다.

### LCD 텔레비전

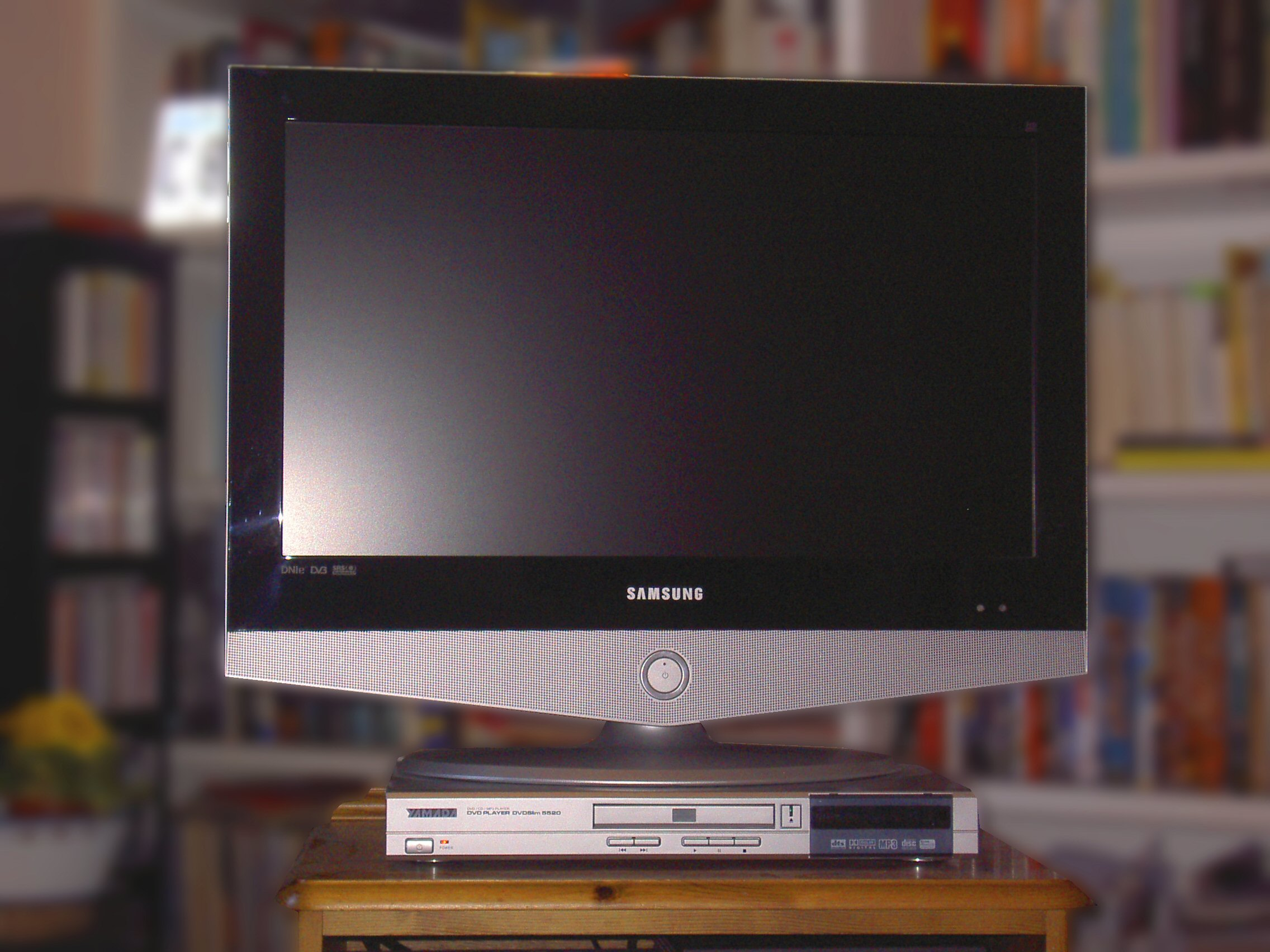
삼성 와이드스크린 LCD TV 및 DVD 플레이어

RCA의 폴 K. 와이머는 1962년에 박막 트랜지스터 (TFT)를 개발했고, 이후 1968년에 RCA 연구소의 버나드 레흐너가 TFT 기반 액정 디스플레이 (LCD)의 아이디어를 고안했다. 레흐너, F. J. 말로우, E. O. 네스터, J. 툴츠는 1968년에 표준 개별 MOSFET을 사용한 동적 산란 LCD로 이 개념을 시연했다.
1973년, 웨스팅하우스 연구소의 T. 피터 브로디, J. A. 아사스, G. D. 딕슨은 최초의 박막 트랜지스터 액정 디스플레이 (TFT LCD)를 시연했다. 브로디와 뤄팡첸은 1974년에 최초의 평면 액티브 매트릭스 액정 디스플레이 (AM LCD)를 시연했다.
1982년까지 일본에서는 AM LCD 기술을 기반으로 한 포켓 LCD TV가 개발되었다. 2.1-인치 (5.3 cm) 엡손 ET-10 (엡손 엘프)는 1984년에 출시된 최초의 컬러 LCD 포켓 TV였다. 1988년, 엔지니어 나가야스 T.가 이끄는 샤프 연구팀은 14-인치 (36 cm) 풀 컬러 LCD 디스플레이를 시연했으며, 이는 전자 산업에 LCD가 궁극적으로 표준 텔레비전 디스플레이 기술로서 CRT를 대체할 것이라는 확신을 주었다. 벽걸이형 TV는 1992년 샤프에서 처음 선보였다.
21세기 첫 10년 동안 CRT "브라운관" 디스플레이 기술은 전 세계적으로 평판 디스플레이에 의해 거의 전적으로 대체되었다. 처음에는 1997년경 플라스마 디스플레이였고, 그 다음에는 LCD였다. 2010년대 초반에는 LED-백라이트 LCD 디스플레이를 점점 더 많이 사용하는 LCD TV가 제조되는 텔레비전 수상기 중 압도적인 다수를 차지했다.
2014년, 곡면 OLED TV가 시장에 출시되었는데, 이는 화질 향상을 목표로 했지만, 그 효과는 TV에서 특정 위치에 떨어져 있을 때만 볼 수 있었다.
롤러블 OLED TV는 2020년에 출시되었으며, 이를 통해 TV의 디스플레이 패널을 숨길 수 있게 되었다.
2023년에는 무선 TV가 출시되었는데, 이 TV는 안테나가 있는 송신기 상자를 통해 다른 장치와 무선으로 정보를 전송하여 연결된다. 투명 TV 시연도 이루어졌다. 사용자에게 무료로 제공되지만, 광고를 보여주고 사용자 데이터를 수집하여 비용을 충당하는 TV도 있다.

### TV 크기
케임브리지의 클라이브 싱클레어는 1967년에 손바닥에 들고 다닐 수 있는 미니 TV를 만들었는데, 이는 당시 세계에서 가장 작은 텔레비전이었지만 디자인이 복잡하여 상업적으로 성공하지 못했다. 2019년에 삼성은 292 인치 (742 cm; 24 ft)로 현재까지 가장 큰 텔레비전을 출시했다. TV의 평균 크기는 시간이 지남에 따라 커졌다.
2024년에는 대형 화면 텔레비전의 판매량이 크게 증가했다. 1월부터 9월까지 97 인치 (250 cm) 이상의 화면 크기를 가진 텔레비전이 전 세계적으로 약 3만 8천 대 판매되었다. 이러한 인기 상승은 기술 발전과 가격 하락 등 여러 요인에 기인한다.
더 저렴한 가격으로 더 큰 화면 크기를 사용할 수 있게 되면서 소비자 수요가 증가했다. 예를 들어, 선도적인 전자제품 제조업체인 삼성은 2019년에 99,000달러의 가격으로 첫 98-인치 (250 cm) 텔레비전을 출시했다. 2024년에는 4,000달러부터 시작하는 네 가지 98-인치 (250 cm) 모델을 제공할 예정이다. 이러한 추세는 전체 시장에 반영되어, 97 인치 (250 cm)를 초과하는 텔레비전의 평균 가격이 2023년 6,662달러에서 2024년 3,113달러로 하락했다. 기술이 발전함에 따라 110 인치 (280 cm)와 115 인치 (290 cm)와 같은 더 큰 화면 크기도 소비자에게 점점 더 접근 가능해지고 있다.

## 디스플레이
텔레비전 수상기는 여러 사용 가능한 디스플레이 기술 중 하나를 사용할 수 있다. 2019년 중반 현재, LCD가 신제품 시장에서 압도적으로 우위를 차지하고 있지만, OLED 디스플레이는 가격이 저렴해지면서 시장 점유율이 증가하고 있으며, DLP 기술은 프로젝션 시스템에서 여전히 몇 가지 이점을 제공한다. 플라스마 및 CRT 디스플레이의 생산은 완전히 중단되었다.
주요 경쟁 TV 기술은 네 가지가 있다.
- 브라운관
- LCD (LCD 화면의 여러 변형은 QLED, 퀀텀 닷, LED, LCD TN, LCD IPS, LCD PLS, LCD VA 등으로 불린다.)
- OLED
- 플라스마

### 브라운관

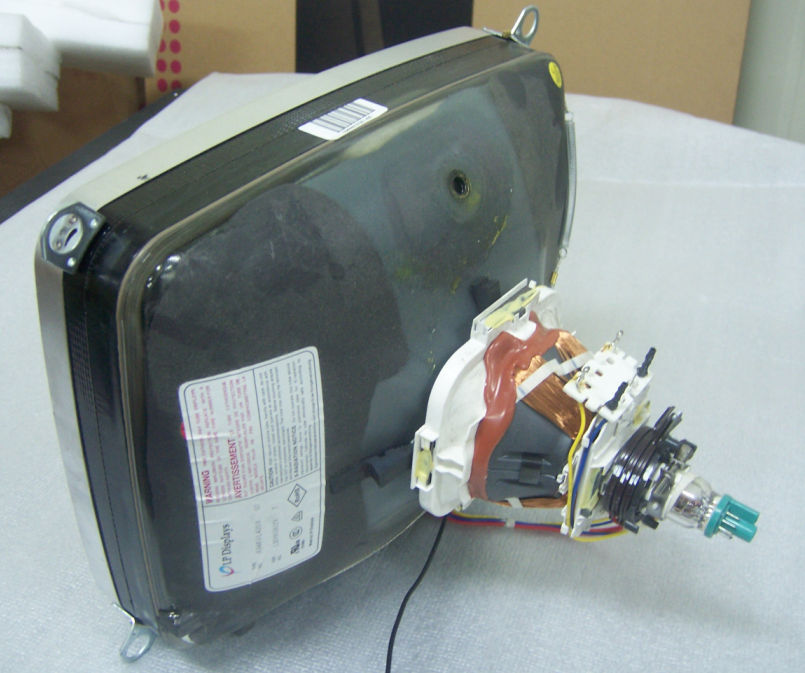
브라운관으로, 편향 코일과 전자총이 보인다.

브라운관(CRT)은 소위 전자총 (컬러 텔레비전의 경우 세 개)과 텔레비전 이미지가 표시되는 형광 스크린이 있는 진공관이다. 전자총은 전자빔을 가속시키고, 이 빔은 가변 전기장 또는 (보통 텔레비전 수상기에서는) 자기장을 사용하여 수직 및 수평 방향으로 편향되어 형광 스크린에 래스터 이미지를 스캔한다. CRT는 진공 유리 외피가 필요하며, 이는 상당히 깊고 (화면 크기의 절반 이상), 꽤 무겁고, 깨지기 쉽다. 방사선 안전 문제로 인해, 고전압(10~30kV)으로 가속된 전자가 화면에 충돌할 때 발생하는 유해한 이온화 방사선 (엑스선 형태)에 대한 인간 노출을 줄이기 위해 전면(패널)과 후면(깔때기) 모두 두꺼운 납유리로 만들어졌다. 1970년대 초까지 대부분의 컬러 TV는 전면 패널의 납유리를 규산 스트론튬 유리를 사용하여 대체했으며, 이는 엑스선 방출도 차단했지만 더 나은 색상 가시성을 허용했다. 또한 초기 컬러 텔레비전에서 카드뮴 인광체가 필요 없게 되었다. 더 저렴한 납유리는 소비자에게 보이지 않는 깔때기 유리에는 계속 사용되었다.
텔레비전 수상기(및 CRT를 사용하는 대부분의 컴퓨터 모니터)에서는 전체 화면 영역이 래스터 스캔이라고 불리는 고정된 패턴으로 반복적으로 스캔된다(초당 25 또는 30회 완전한 필름 프레임을 완성). 이미지 정보는 비디오 신호로부터 실시간으로 수신되며, 이 신호는 전자총에 공급되는 전류를 제어하거나, 컬러 텔레비전의 경우 세 가지 기본 색상(빨간색, 녹색, 파란색)의 형광체에 착지하는 세 전자총 각각의 전류를 제어한다. 텔레비전의 아주 초기 시절을 제외하고는 CRT 화면에 이미지를 스캔하는 데 자기 편향이 사용되어 왔다. 이는 전자총 바로 뒤 튜브 목 주변에 배치된 수직 및 수평 편향 코일에 가변 전류를 인가하는 것을 포함한다.

### DLP

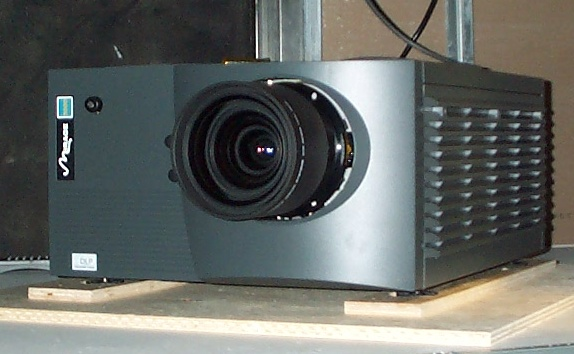
2001년 DLP 프로젝터인 크리스티 미라지 5000

디지털 광원 처리(DLP)는 디지털 마이크로미러 장치를 사용하는 영상 프로젝터 기술의 일종이다. 일부 DLP에는 TV 튜너가 있어 일종의 TV 디스플레이가 된다. 이 기술은 원래 1987년 텍사스 인스트루먼트의 래리 혼백에 의해 개발되었다. DLP 이미징 장치는 텍사스 인스트루먼트에 의해 발명되었지만, 최초의 DLP 기반 프로젝터는 1997년 디지털 프로젝션 사(Digital Projection Ltd)에 의해 소개되었다. 디지털 프로젝션과 텍사스 인스트루먼트는 모두 1998년 DLP 프로젝터 기술로 에미상을 수상했다. DLP는 전통적인 정적 디스플레이에서부터 대화형 디스플레이, 그리고 의료, 보안, 산업용을 포함한 비전통적인 임베디드 애플리케이션에 이르기까지 다양한 디스플레이 애플리케이션에 사용된다.
DLP 기술은 DLP 전면 프로젝터(주로 교실 및 비즈니스용 독립형 프로젝션 장치), DLP 후면 프로젝션 텔레비전 수상기, 그리고 디지털 간판에 사용된다. 또한 디지털 시네마 프로젝션의 약 85%와 일부 SLA 3D 프린터에서 레진을 고체 3D 객체로 경화시키는 전원으로 가산 제조에도 사용된다.

### 리어 프로젝션
리어 프로젝션 텔레비전 (RPTV)은 대형 디스플레이 크기를 가진 관을 실질적으로 생산하는 능력이 없던 텔레비전 초기 시절에 매우 인기가 많았다. 1936년, 텔레비전 캐비닛에 수평으로 장착할 수 있는 관의 경우, 당시 생산되던 CRT의 낮은 편향 각도로 인해 필요한 길이 때문에 nine 인치 (23 cm)가 가장 편리한 크기로 간주되었다. 이는 전면 크기가 큰 CRT도 매우 깊어야 함을 의미했으며, 이로 인해 그러한 CRT는 TV 수상기의 캐비닛 깊이를 줄이기 위해 비스듬히 설치되었다. Twelve 인치 (30 cm) 관과 TV 수상기는 사용 가능했지만, 관이 너무 길어서(깊어서) 수직으로 장착되었고, 일반적으로 경첩이 달린 덮개 아래에 장착된 TV 수상기 캐비닛 상단의 거울을 통해 시청되어 수상기의 깊이를 상당히 줄였지만 높이는 더 높아졌다. 이러한 거울 덮개 텔레비전은 큰 가구였다.
해결책으로 필립스는 1937년 4 1⁄2-인치 (11 cm) 관에서 25-인치 (64 cm) 화면으로 이미지를 후방 투사하는 텔레비전 수상기를 선보였다. 이를 위해서는 관을 매우 강하게 구동해야 했다(비정상적으로 높은 전압과 전류에서, 프로젝션 CRT 참조). 형광 화면에 매우 밝은 이미지를 생성하기 위해서였다. 또한 필립스는 당시의 흰색 형광체보다 더 밝은 녹색 형광체를 관 표면에 사용하기로 결정했다. 사실 이 초기 관들은 제 역할을 하지 못했고, 그 해 11월 필립스는 2주마다 교체 관을 제공하는 것보다 수상기를 다시 구매하는 것이 더 저렴하다고 판단했다. 이러한 작은 관들에 대한 상당한 개선이 매우 빠르게 이루어졌고, 필립스가 더 작은 23-인치 (58 cm) 화면 크기를 사용하기로 결정한 덕분에 다음 해에 더 만족스러운 관 디자인이 출시되었다. 1950년에는 훨씬 향상된 기술과 더 효율적인 흰색 형광체를 사용한 더 효율적인 2 1⁄2-인치 (6.4 cm) 관이 더 작고 요구 사항이 적은 화면 크기와 함께 허용 가능한 이미지를 제공할 수 있었지만, 관의 수명은 당시의 직시형 관보다 여전히 짧았다. 1950년대에 CRT 기술이 발전하면서 점점 더 큰 화면 크기와 나중에는 (거의) 직사각형 관이 생산되면서, 후방 투사 시스템은 10년이 끝나기 전에 구식이 되었다.
그러나 2000년대 초중반에 RPTV 시스템은 당시의 LCD 및 플라스마 TV의 저렴한 대안으로 다시 등장했다. 이들은 당시의 CRT TV보다 크고 가벼웠으며, LCD 및 플라스마와 마찬가지로 평면 화면을 가졌지만, LCD 및 플라스마와 달리 RPTV는 종종 더 어둡고, 명암비와 시야각이 낮았으며, 이미지 품질은 실내 조명에 영향을 받았고 직시형 CRT와 비교할 때 좋지 않았다. 또한 CRT처럼 여전히 부피가 컸다. 이러한 TV는 기기 하단에 DLP, LCoS 또는 LCD 프로젝터가 있고, 거울을 사용하여 이미지를 화면에 투사하는 방식으로 작동했다. 화면은 시야각을 희생하는 대신 밝기를 높이기 위해 프레넬 렌즈일 수 있다. 일부 초기 장치는 CRT 프로젝터를 사용했으며, 최대 500파운드까지 나가는 등 무거웠다. 대부분의 RPTV는 광원으로 초고성능 램프를 사용했으며, 이는 사용에 따라 밝기가 어두워지는 문제뿐만 아니라 주로 작동 중인 전구 유리가 노화되면서 약해져 결국 전구가 깨져 프로젝션 시스템을 손상시킬 수 있기 때문에 주기적인 교체가 필요했다. CRT와 레이저를 사용하는 시스템은 교체가 필요하지 않았다.

### 플라스마
플라스마 디스플레이 패널(PDP)은 대형 TV 디스플레이(30인치 이상)에 흔히 사용되는 평판 디스플레이의 일종이다. 이 기술은 전하를 띤 이온화된 기체 또는 본질적으로 형광등으로 더 잘 알려진 작은 셀을 사용하기 때문에 "플라스마" 디스플레이라고 불린다. 2014년경, 텔레비전 제조업체들은 플라스마 TV를 단계적으로 폐기하고 있었다. 플라스마 TV는 LED나 LCD에 비해 4K 해상도로 만드는 데 비용이 더 많이 들고 더 어려웠기 때문이다.
1997년, 필립스는 CES와 CeBIT에서 후지쯔 플라스마 디스플레이를 사용하여 최초의 대형(42-인치 or 110-센티미터) 상업용 평면 TV를 선보였다.

### LCD

양쪽에 스피커가 있는 일반적인 LCD TV

액정 디스플레이 텔레비전 (LCD TV)은 액정 디스플레이를 사용하여 이미지를 생성하는 텔레비전 수상기이다. LCD TV는 비슷한 디스플레이 크기의 CRT보다 훨씬 얇고 가벼우며, 훨씬 더 큰 크기(예: 대각선 90-인치 or 230-센티미터)로도 사용할 수 있다. 제조 비용이 떨어지면서 이러한 기능의 조합은 LCD를 텔레비전 수신기에 실용적으로 만들었다.
2007년에 LCD 텔레비전은 전 세계적으로 CRT 기반 텔레비전의 판매량을 처음으로 넘어섰고, 다른 기술에 비해 판매 수치가 가속화되었다. LCD TV는 대형 화면 시장의 유일한 주요 경쟁자인 플라스마 디스플레이 및 리어 프로젝션 텔레비전을 빠르게 대체했다. 2010년대 중반에는 LCD가 가장 널리 생산되고 판매되는 텔레비전 디스플레이 유형이 되었다.
LCD에도 단점이 있다. 다른 기술들은 이러한 약점을 해결하는데, 여기에는 OLED, FED, SED가 포함된다. LCD는 이미지 품질을 향상시키기 위해 퀀텀 닷 및 미니 LED 백라이트를 가질 수 있다.

### OLED

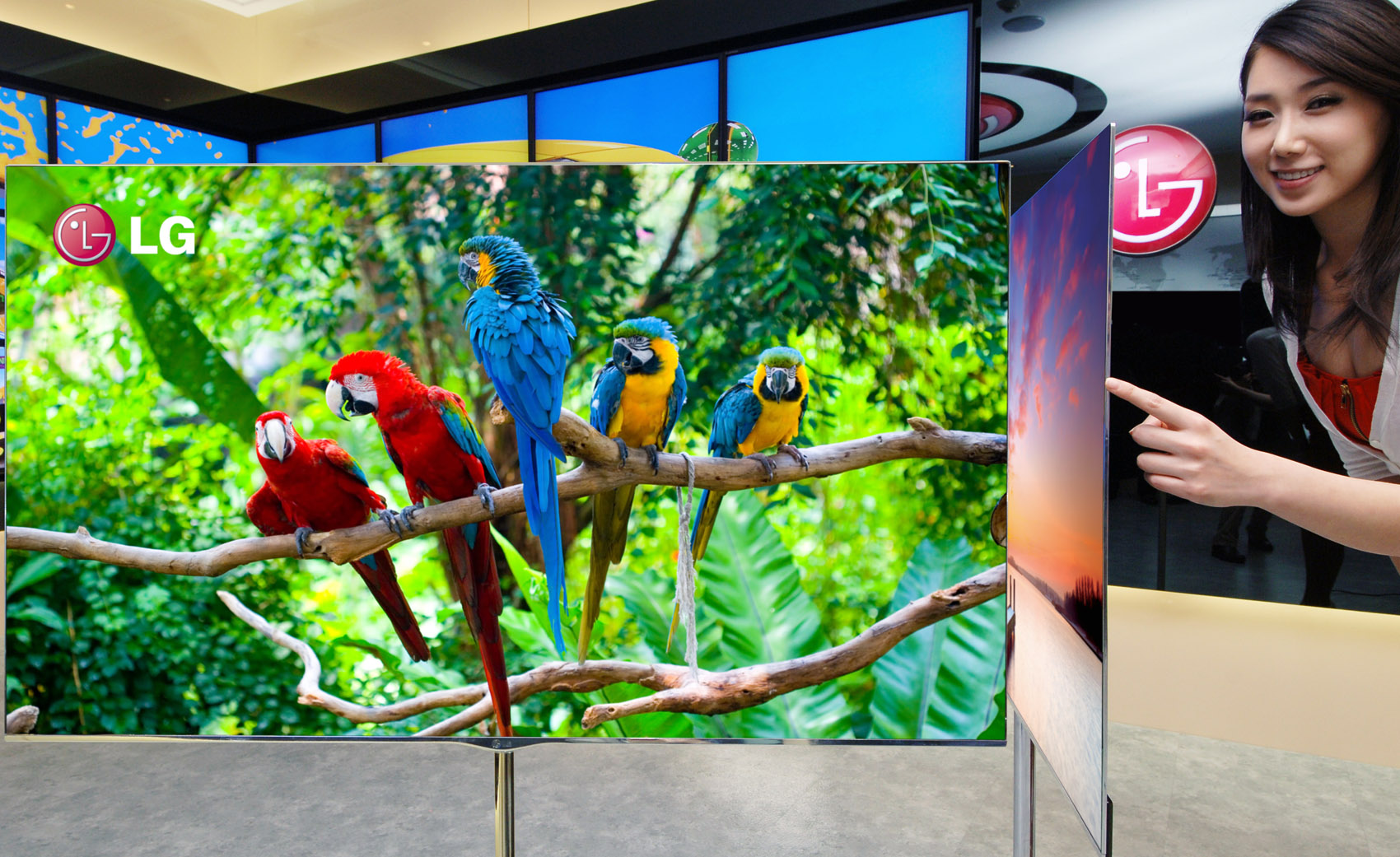
OLED TV

OLED(유기 발광 다이오드)는 발광 다이오드 (LED)의 일종으로, 발광성 전기 발광층이 유기 화합물 필름으로 이루어져 있으며 전류에 반응하여 빛을 방출한다. 이 유기 반도체 층은 두 개의 전극 사이에 위치한다. 일반적으로 이 전극 중 적어도 하나는 투명하다. OLED는 텔레비전 화면과 같은 장치에서 디지털 디스플레이를 만드는 데 사용된다. 또한 컴퓨터 모니터, 휴대 전화, 휴대용 콘솔 게임기 및 PDA와 같은 휴대용 시스템에도 사용된다.
OLED에는 두 가지 주요 종류가 있다. 소분자 기반 OLED와 중합체를 사용하는 OLED이다. OLED에 이동성 이온을 추가하면 발광 전기화학 셀 또는 LEC가 생성되는데, 이는 작동 방식이 약간 다르다. OLED 디스플레이는 수동 매트릭스 (PMOLED) 또는 능동 매트릭스 주소 지정 방식을 사용할 수 있다. 능동 매트릭스 OLED (AMOLED)는 각 개별 픽셀을 켜거나 끄기 위해 박막 트랜지스터 백플레인이 필요하지만, 더 높은 해상도와 더 큰 디스플레이 크기를 허용한다.
OLED 디스플레이는 백라이트 없이 작동한다. 따라서 깊은 검정색 레벨을 표시할 수 있으며 액정 디스플레이 (LCD)보다 얇고 가볍다. 어두운 방과 같은 저조도 환경에서 OLED 화면은 LCD가 냉음극 형광등을 사용하든 LED 백라이트를 사용하든 LCD보다 더 높은 명암비를 달성할 수 있다.

## 텔레비전 종류
대부분의 텔레비전은 가정 소비자를 위해 설계되었지만, 접객업, 의료, 기타 상업 환경을 포함하여 다양한 종류를 요구하는 여러 시장이 있다.

### 접객업 텔레비전
접객업을 위해 만들어진 텔레비전은 시설의 내부 텔레비전 시스템의 일부로 손님이 사용하도록 설계되었다. 따라서 설정 메뉴는 암호로 숨겨지고 잠겨 있다. 다른 일반적인 소프트웨어 기능으로는 볼륨 제한, 사용자 지정 가능한 전원 켜기 시작 이미지, 채널 숨기기 등이 있다. 이러한 TV는 일반적으로 TV 후면의 데이터 포트 중 하나를 사용하여 셋톱 박스로 제어된다. 셋톱 박스는 채널 목록, 유료 시청, 주문형 비디오 및 스마트폰 또는 태블릿에서의 캐스팅을 제공할 수 있다.
접객업 공간은 콘텐츠 불법 복제에 취약하므로 많은 콘텐츠 제공업체는 디지털 권리 관리 사용을 요구한다. 접객업 TV는 셋톱 박스가 사용되지 않을 때 산업 표준 Pro:Idiom을 해독한다. H.264는 북미의 ATSC 1.0 표준의 일부가 아니지만, 접객업의 TV 콘텐츠에는 H.264 인코딩 비디오가 포함될 수 있으므로 접객업 TV에는 H.264 디코딩이 포함된다. 수십 또는 수백 대의 TV를 관리하는 데 시간이 많이 소요될 수 있으므로 접객업 TV는 USB 드라이브에 설정을 저장하고 해당 설정을 빠르게 복원하여 복제할 수 있다. 또한 서버 기반 및 클라우드 기반 관리 시스템은 전체 TV 집합을 모니터링하고 구성할 수 있다.

### 의료용 텔레비전
의료용 텔레비전에는 사용 편의성과 안전을 위한 추가 기능을 갖춘 접객업 TV의 조항이 포함된다. 이들은 사용자가 이동성 및 시청각 장애가 있을 수 있는 의료 환경에서 사용하도록 설계되었다. 주요 기능은 베개 스피커 연결이다. 베개 스피커는 간호사 호출 기능, TV 리모컨 및 오디오용 스피커를 결합한다. 여러 대의 TV가 서로 가까이 있는 다인실에서는 각 리모컨이 하나의 TV만 제어하도록 고유한 코드로 TV를 프로그래밍할 수 있다. 병상 인포테인먼트 시스템이라고도 하는 소형 TV는 화면 아래에 전체 기능 키패드가 있다. 이를 통해 베개 스피커나 리모컨 없이 직접 상호 작용할 수 있다. 이러한 TV는 일반적으로 항균 표면을 가지고 있으며 소독제를 사용하여 매일 청소할 수 있다. 미국에서는 텔레비전 안전 표준인 UL 62368-1에 의료 분야에서 사용되는 텔레비전에 대한 추가 안전 요구 사항을 설명하는 특별 섹션(부록 DVB)이 포함되어 있다.

### 옥외 텔레비전
옥외 텔레비전 수상기는 옥외 사용을 위해 설계되었으며, 주로 바, 스포츠 경기장, 또는 기타 커뮤니티 시설의 옥외 공간에서 볼 수 있다. 대부분의 옥외 텔레비전은 고선명 텔레비전 기술을 사용한다. 본체가 더 튼튼하다. 화면은 햇빛이 강한 옥외 조명에서도 선명하게 보이도록 설계되었다. 또한 화면에는 눈부심을 방지하기 위한 반사 방지 코팅이 되어 있다. 날씨에 강하며, 도난 방지 브래킷도 장착되어 있는 경우가 많다. 옥외 TV 모델은 더 많은 기능을 위해 BD 플레이어 및 PVR과도 연결할 수 있다.

## 교체

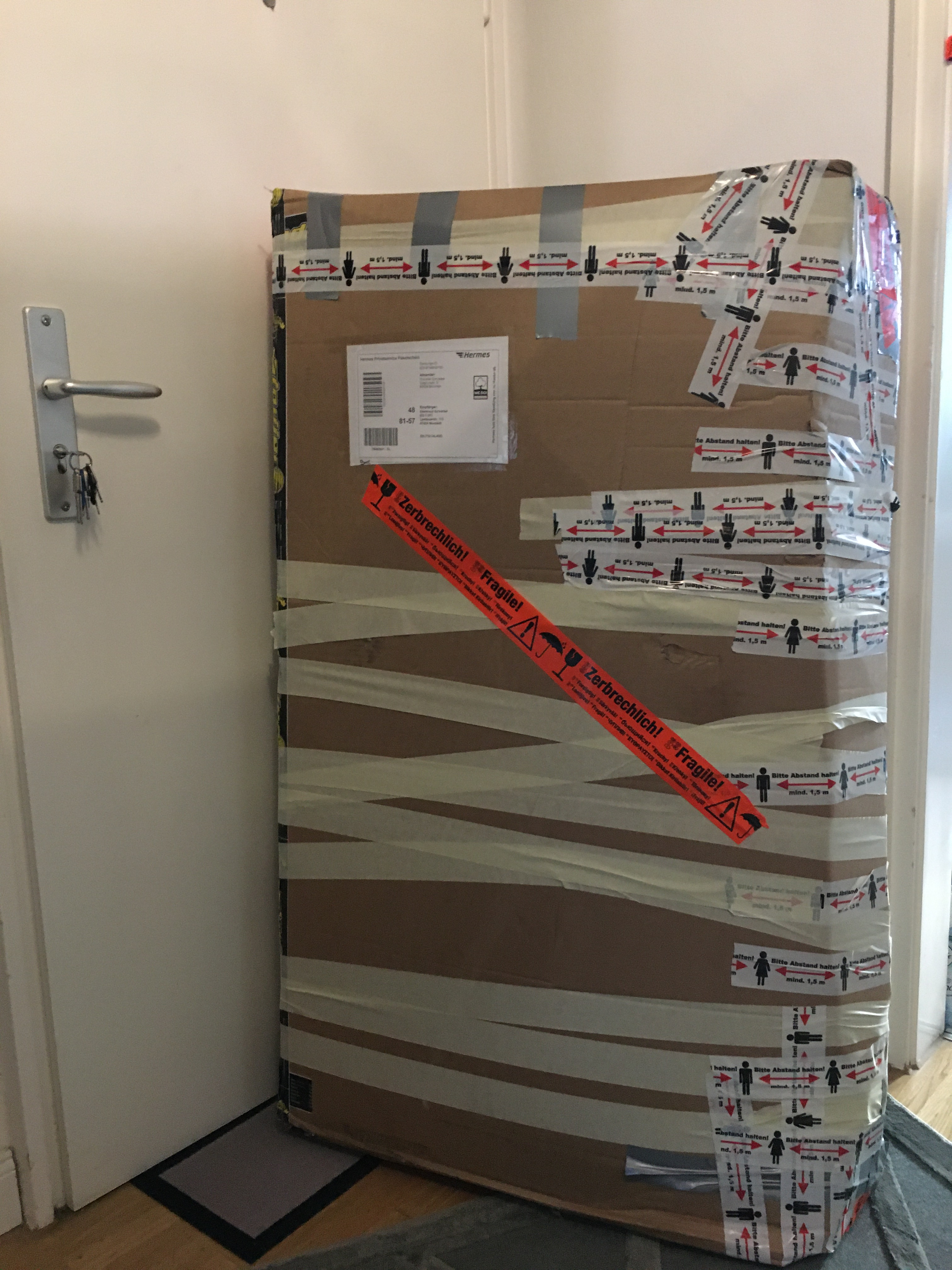
골판지 상자 (높이, 너비, 깊이)에 들어 있는 LCD 텔레비전 수상기. 이러한 포장재는 취급하기 어렵고 상업용 운송 업체를 통해 보내는 데 비용이 많이 들어 중고 TV 판매가 번거롭다.

미국에서 일반 소비자는 6.9년마다 텔레비전을 교체하지만, 연구에 따르면 고급 소프트웨어 및 앱으로 인해 교체 주기가 단축될 수 있다고 한다.

## 재활용 및 폐기
최근 전자 쓰레기 법규 변경으로 인해 경제적이고 환경 친화적인 텔레비전 폐기가 텔레비전 재활용 형태로 점점 더 많이 제공되고 있다. 텔레비전 수상기 재활용의 과제는 적절한 HAZMAT 처리, 매립지 오염 및 불법 국제 무역을 포함한다.

## 시장
텔레비전 수상기는 여러 가전 제품 제조사들의 주력 품목이다. 2011년 판매된 텔레비전 수상기는 약 2억4767만 대로 주요 제조사 별 시장 점유 현황은 아래의 표와 같다.
| 삼성전자 | TCL | LG전자 | 하이센스 | 스카이워스 | 샤오미 | 소니 | 창홍 | AOC/TP Vision | 콘카 | 기타  |
| -------- | --- | ------ | -------- | ---------- | ------ | ---- | ---- | ------------- | ---- | ----- |
| 17.8%    | 13% | 11%    | 7.5%     | 5.8%       | 5.5%   | 4.2% | 3.9% | 3.7%          | 2.8% | 24.8% |

## 같이 보기
- 텔레비전